# The Deception (film 1909)
The Deception è un cortometraggio muto del 1909 diretto da David W. Griffith. La sceneggiatura del film - interpretato da Herbert Yost, Florence Lawrence e Linda Arvidson - si basava sul racconto A Service of Love di O. Henry che era stato pubblicato nel 1903 in The Four Million.

## Trama
Un artista vive poveramente con la moglie che decide di aiutarlo, insegnando pianoforte. Ma la donna non riesce a farsi assumere al conservatorio. Di nascosto dal marito, trova lavoro in una lavanderia. Quando lui viene a sapere la verità, si infuria e minaccia di lasciarla. La donna rimane ferita: lui, allora, si rende conto del suo sacrificio e torna da lei.

## Produzione
Il film fu prodotto dall'American Mutoscope and Biograph Company

## Distribuzione
Il copyright del film, richiesto dall'American Mutoscope and Biograph Co., fu registrato il 13 marzo 1909 con il numero H123959.
Distribuito dall'American Mutoscope and Biograph Company, uscì nelle sale USA il 22 marzo 1909.
Nelle proiezioni, veniva programmato con il sistema dello split reel, accorpato in un'unica bobina con un altro cortometraggio prodotto dalla Biograph e diretto da Griffith, And a Little Child Shall Lead Them.
Non si conoscono copie ancora esistenti della pellicola che viene considerata presumibilmente perduta.